# James Booth
James Booth (1806-1878) fou un clergue, matemàtic i pedagog britànic d'origen irlandès.

## Vida i Obra
Booth va estudiar al Trinity College (Dublín) on es graduà el 1832. En fracassar en els seus intents d'aconseguir una plaça de professor al Trinity, va marxar a Anglaterra on va ser director del Bristol College (1839-1841) i vice-director de la Liverpool Collegiate Institution (1843-1848), abans de convertir-se en membre prominent de la Royal Society of Arts el 1852.
Booth era també ministre de l'Església d'Anglaterra, i va ser nomenat vicari de Stone (Aylesbury, Buckinghamshire) el 1859. Va morir en aquest llogaret.
Booth va ser nomenat fellow de la Royal Society el 1846 i de la Royal Astronomical Society el 1849.
L'obra de Booth té dues vessants: Per una banda els seus treballs matemàtics i per altre els seus treball pedagògic. Per la part matemàtica destaquen els seus estudis de geometria i, en particular, de les corbes algebraiques. La Hipopede de Booth porta el seu nom perquè va ser ell el primer en estudiar-la.
Però els seus treballs més importants es troben en el segon vessant: el pedagògic. Mentre va ser membre de la Royal Society of Arts va fer un intens treball per imposar els exàmens com a mètode d'avaluació del rendiment escolar i va publicar nombroses obres en defensa d'aquesta necessitat. Seguint l'esquema de Jeremy Bentham, però fent-lo més àgil i practicable, el converteix en el pal de paller de l'educació de les classes mitjanes.